# Isognathus
Isognathus este un gen de molii din familia Sphingidae. 

## Specii
- Isognathus allamandae Clark, 1920
- Isognathus australis Clark, 1917
- Isognathus caricae (Linnaeus, 1758)
- Isognathus excelsior (Boisduval, 1875)
- Isognathus leachii (Swainson, 1823)
- Isognathus menechus (Boisduval, 1875)
- Isognathus mossi Clark, 1919
- Isognathus occidentalis Clark, 1929
- Isognathus rimosa (Grote, 1865)
- Isognathus scyron (Cramer, 1780)
- Isognathus swainsonii Felder & Felder, 1862

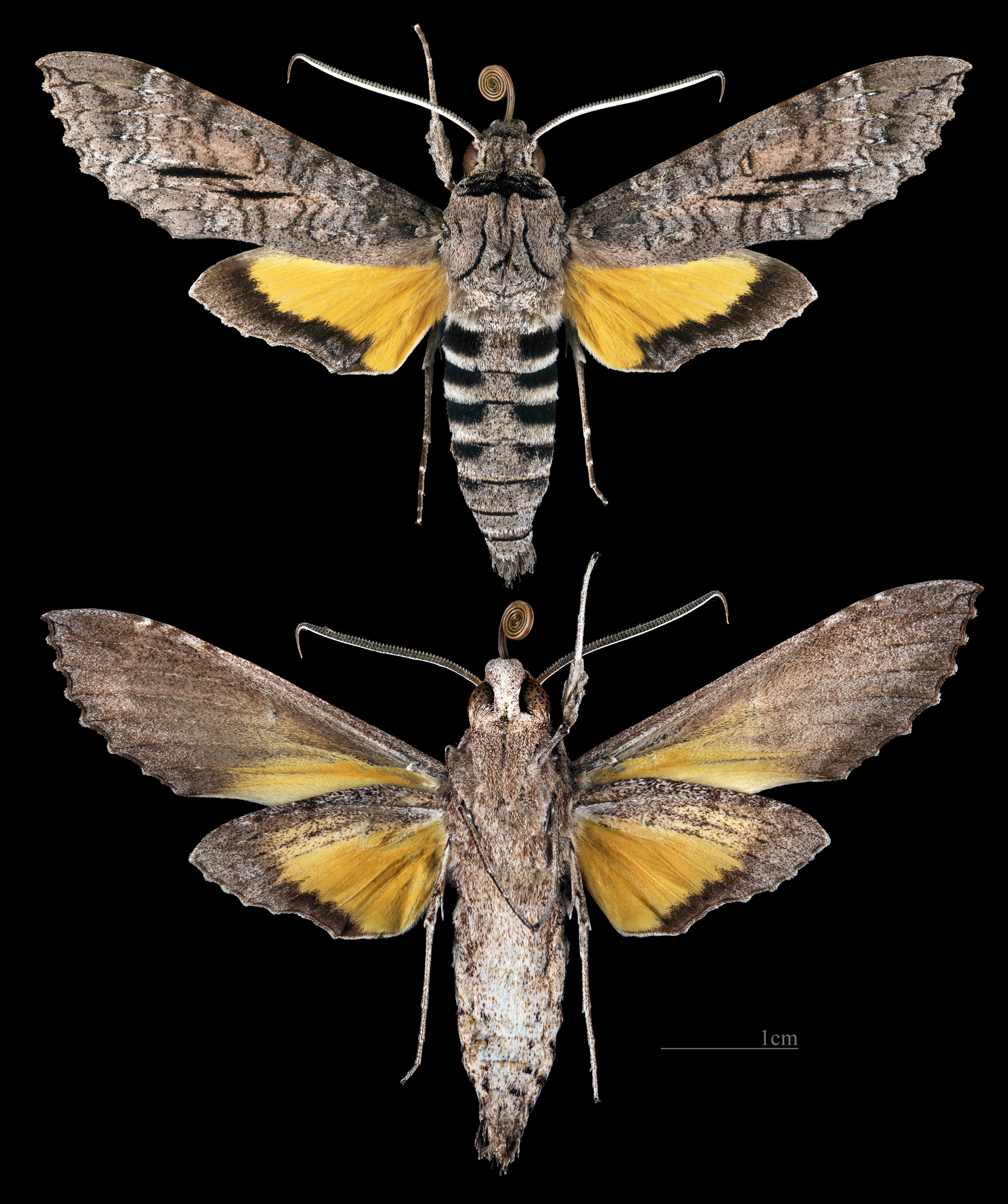
Isognathus allamandae
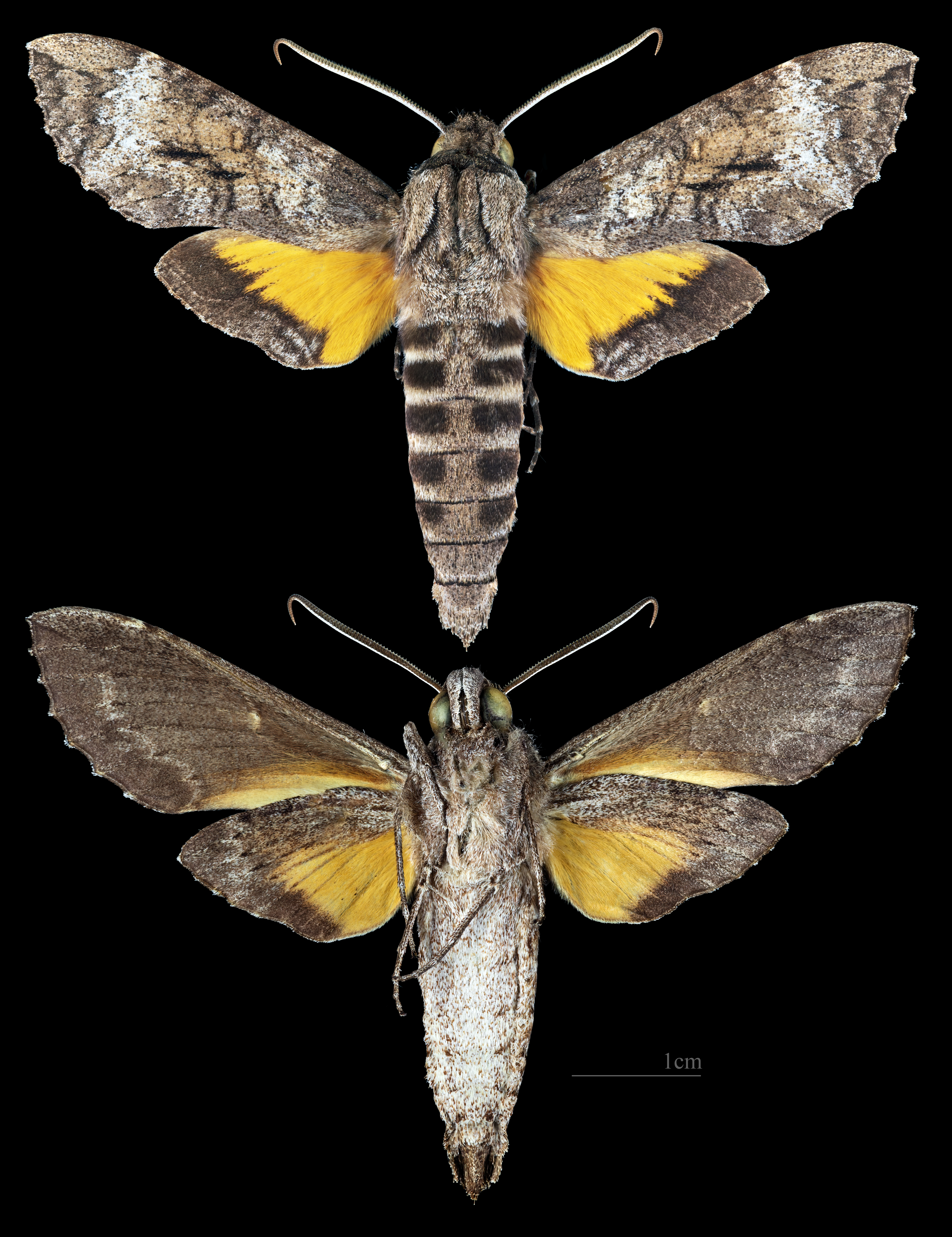
Isognathus australis
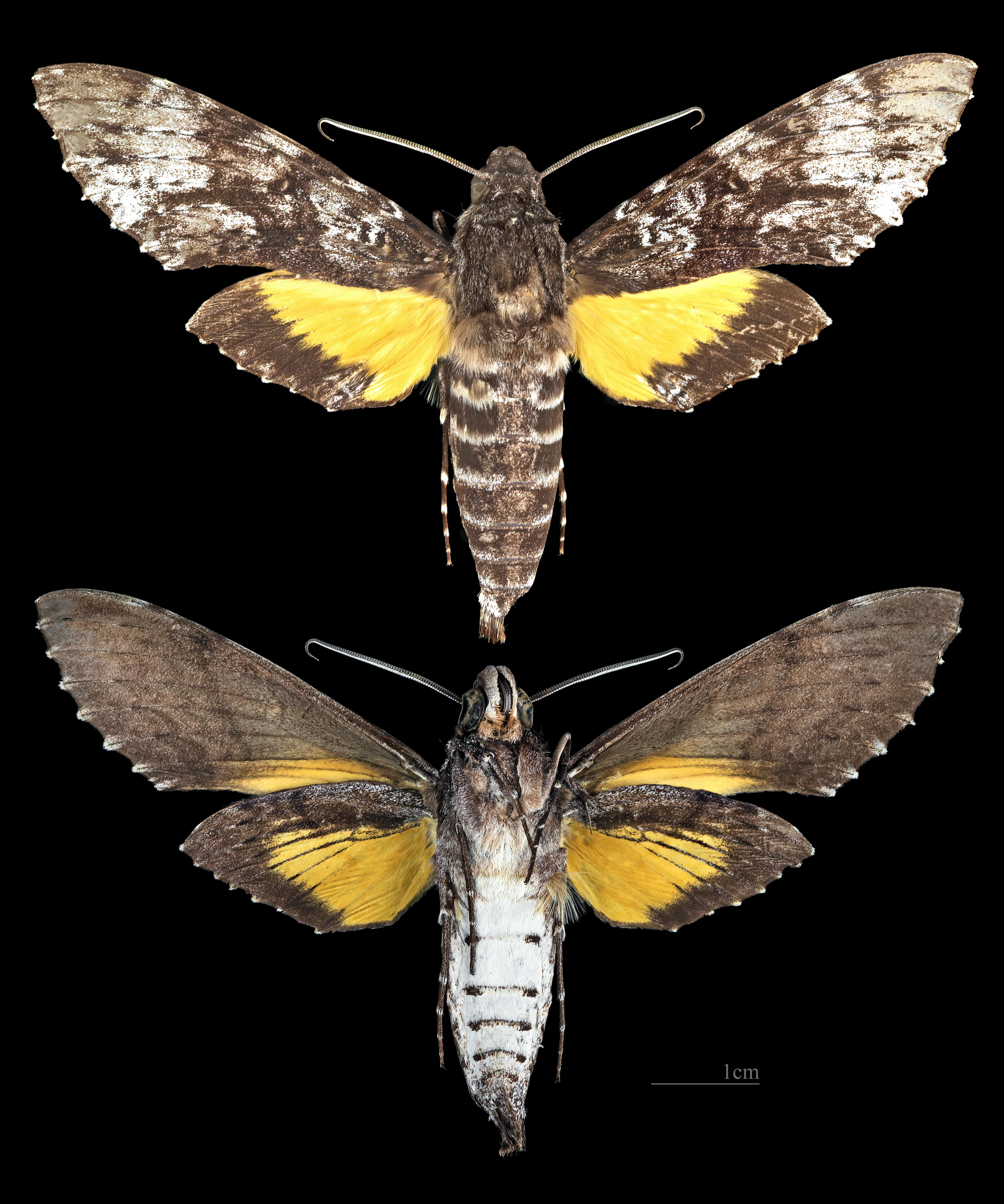
Isognathus excelsior
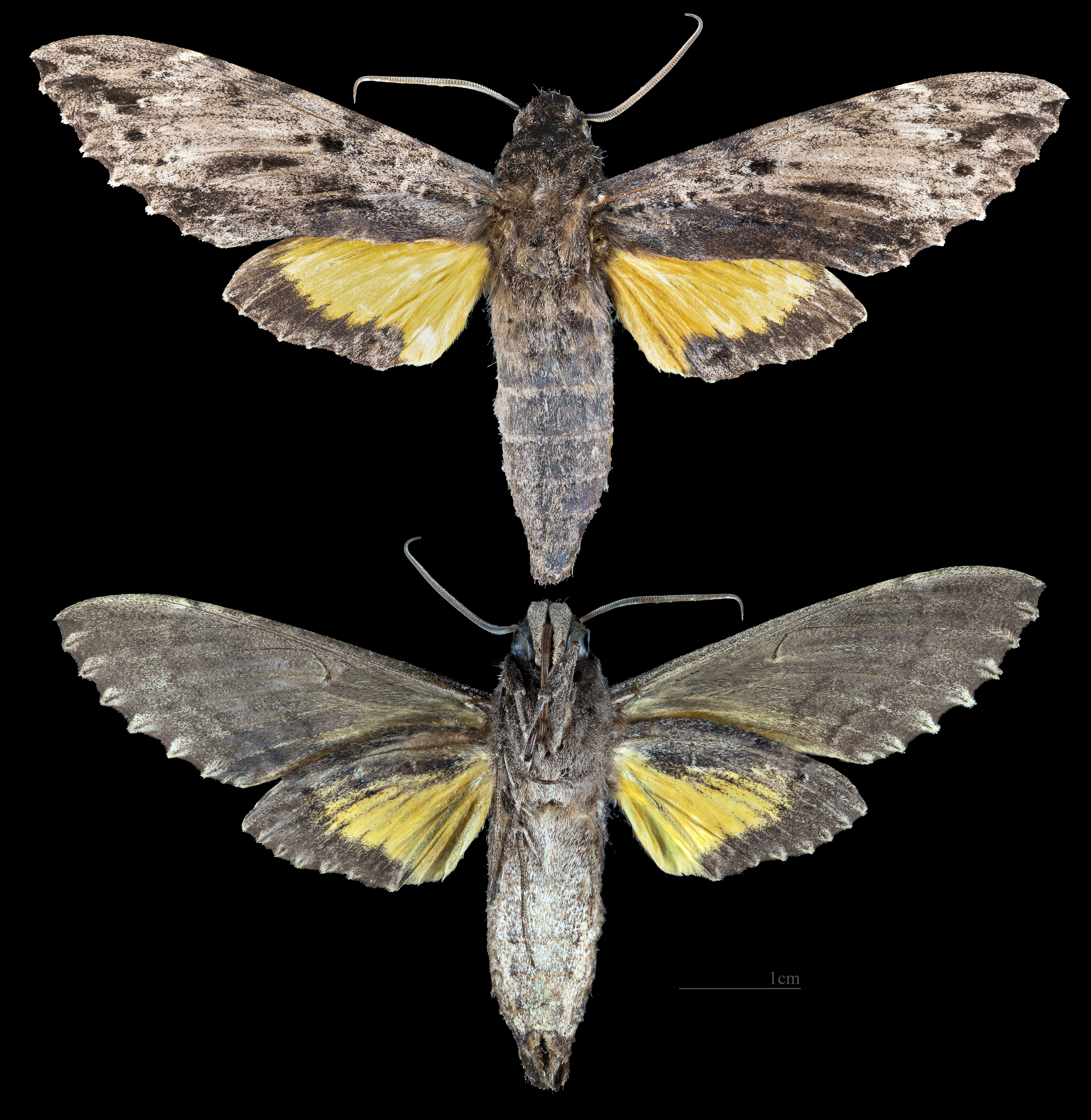
Isognathus leachii
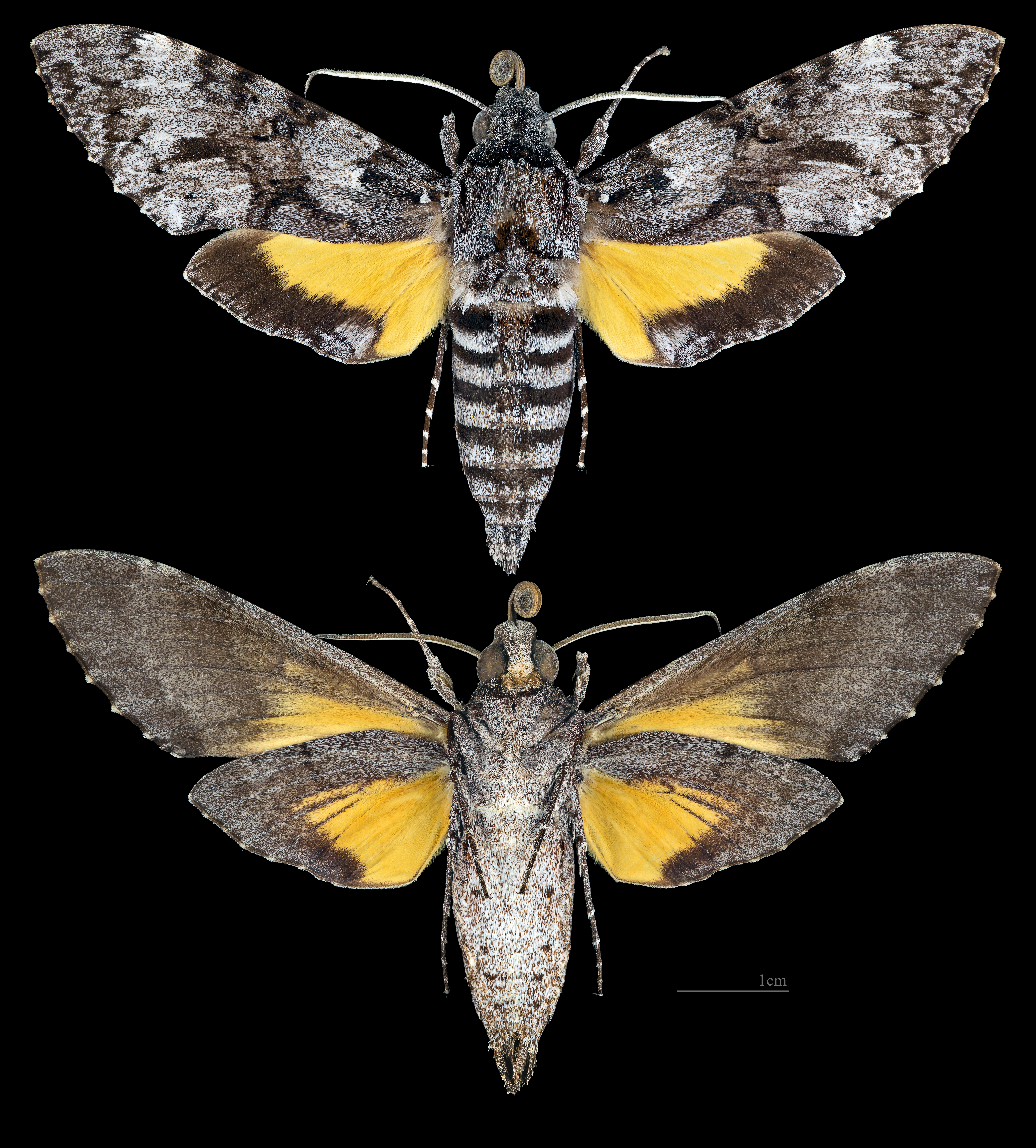
Isognathus menechus
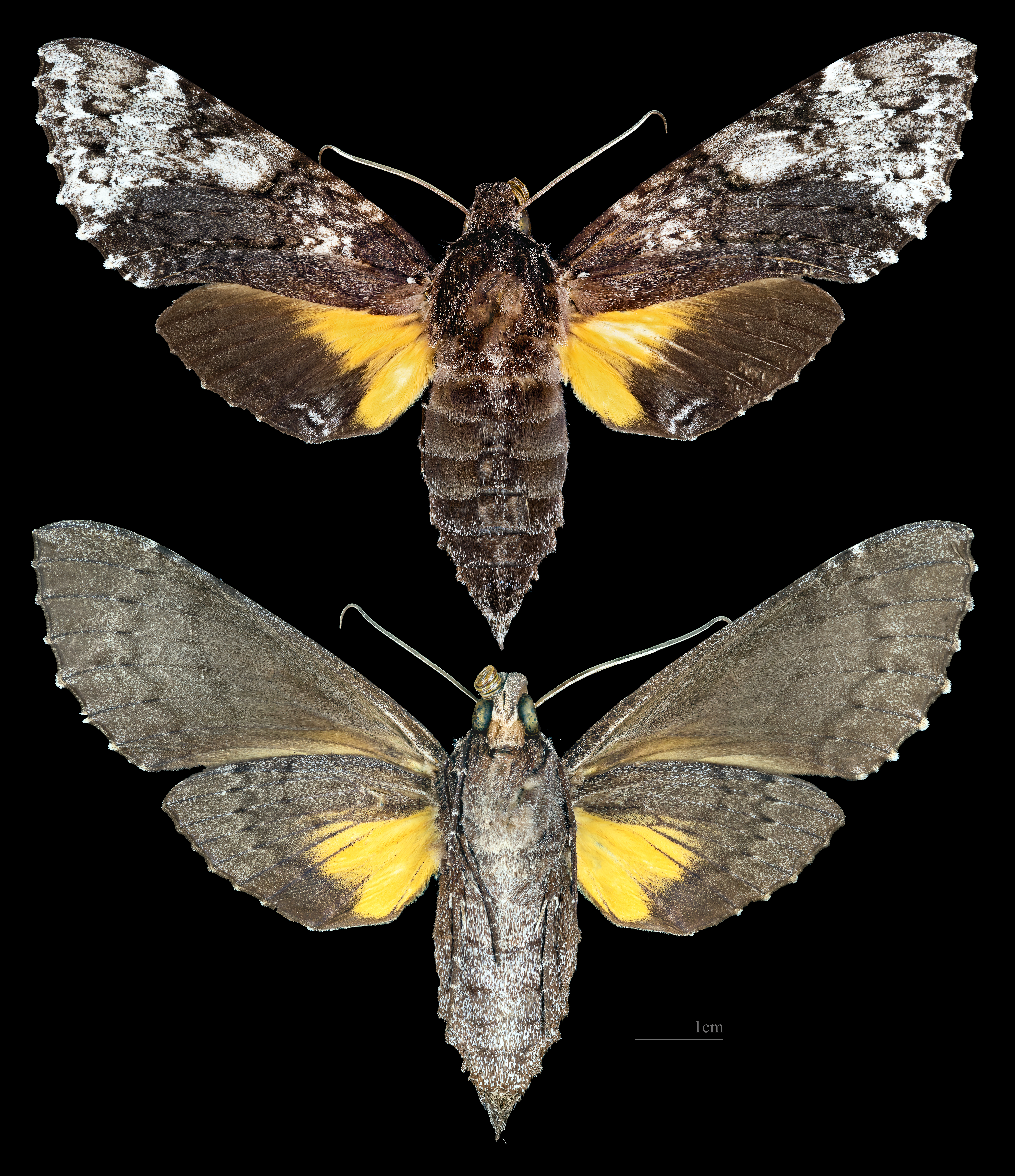
Isognathus occidentalis
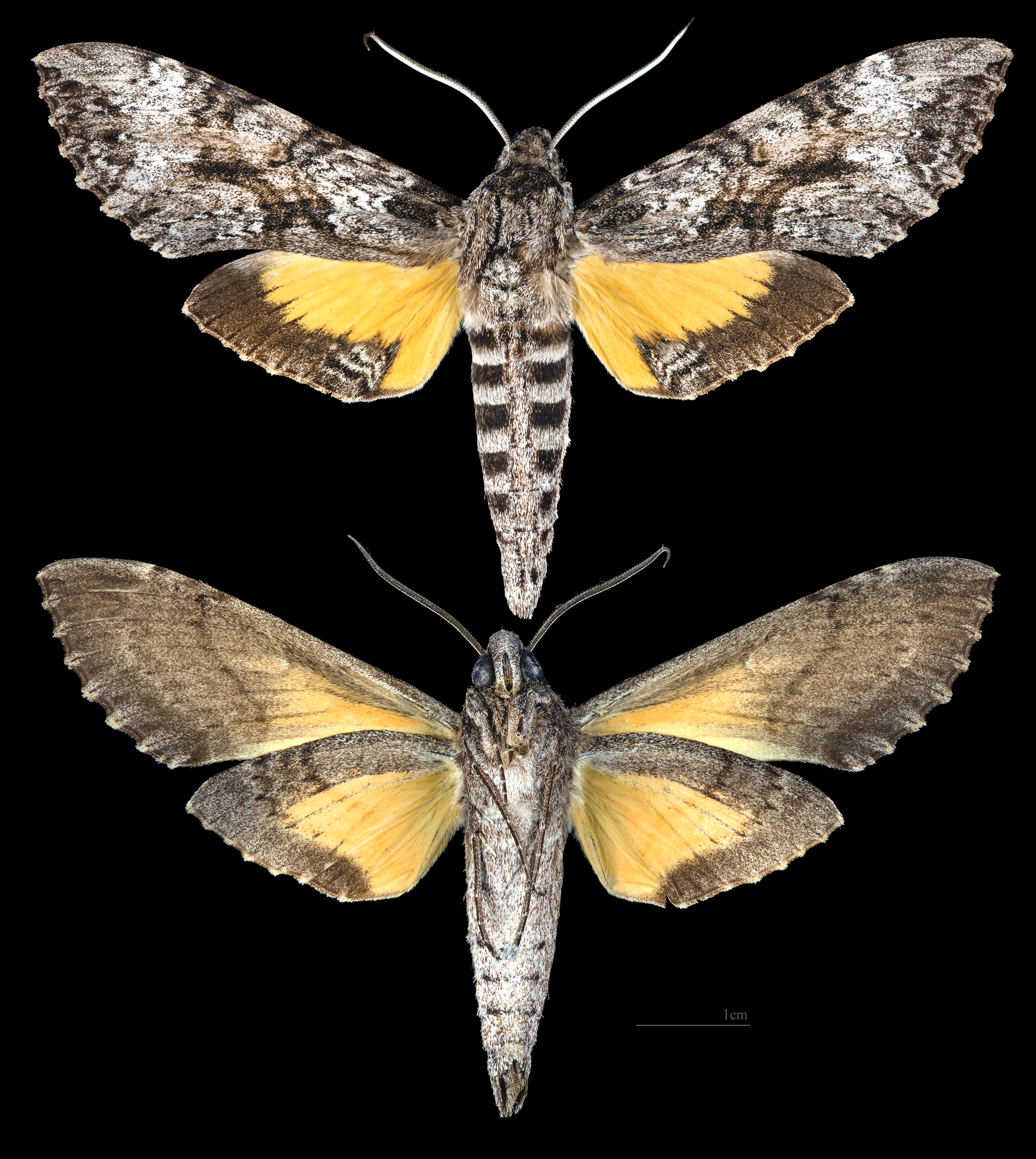
Isognathus rimosa
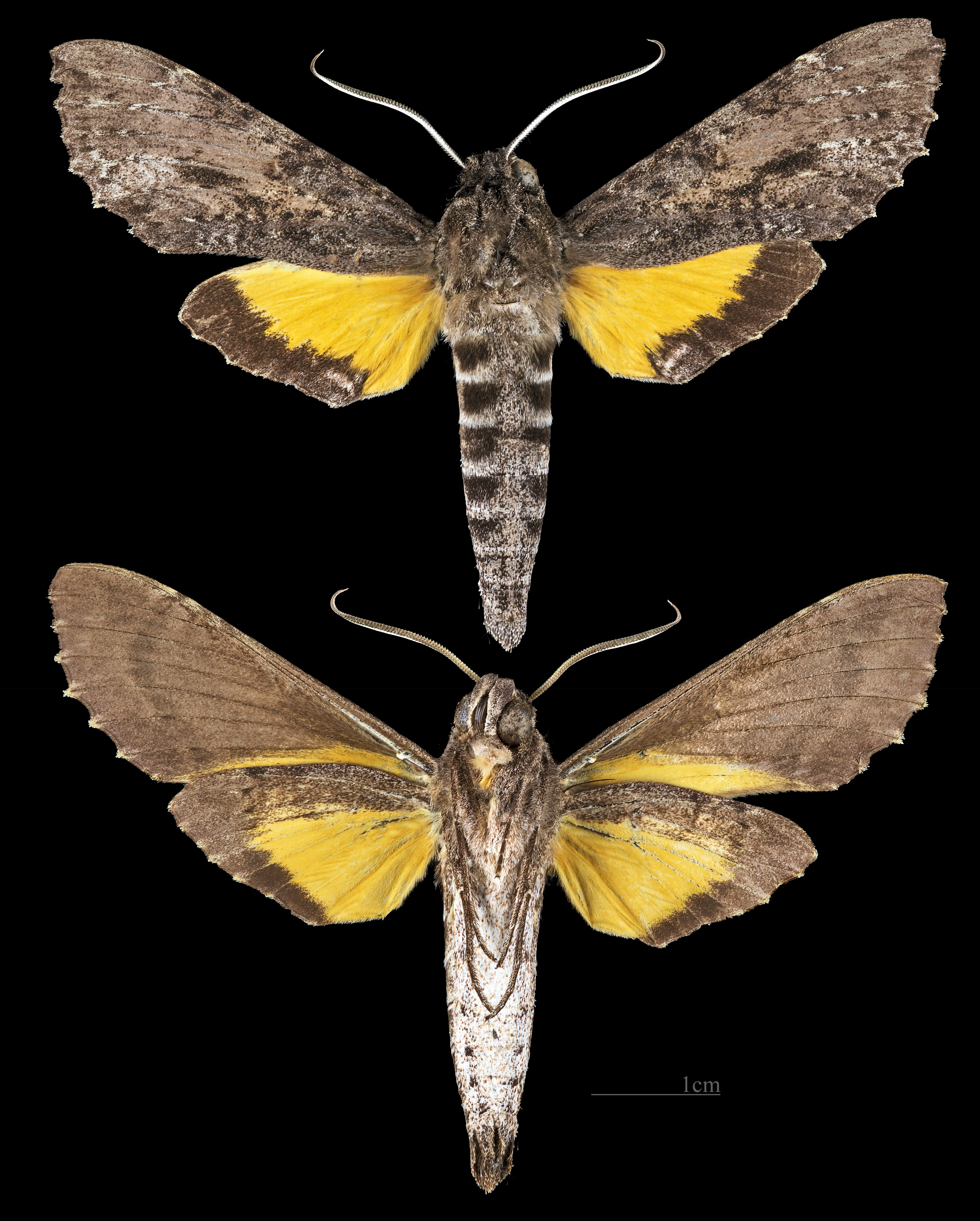
Isognathus scyron
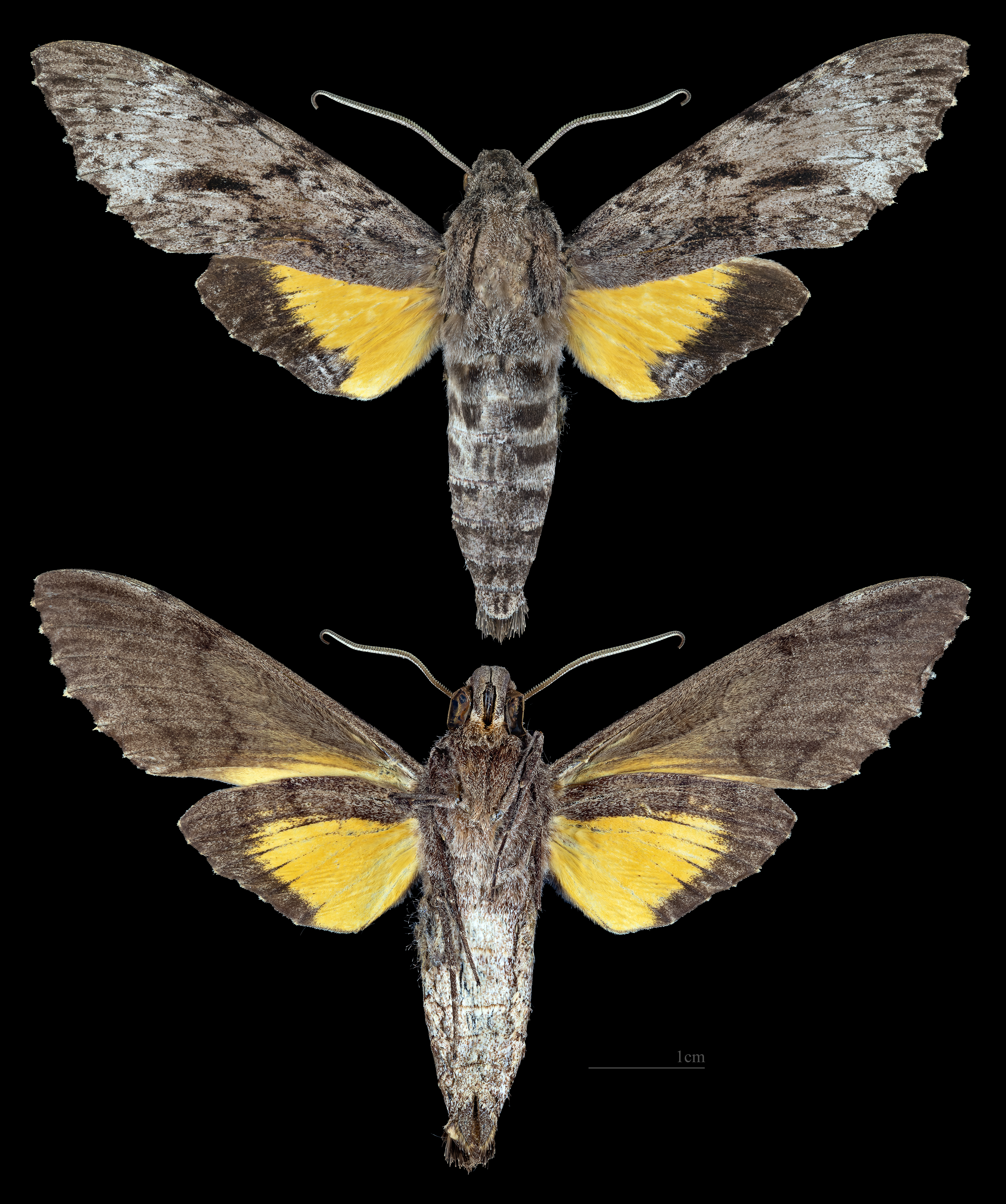
Isognathus swainsonii